# Chemin de fer Genève-Versoix
De Chemin de fer Genève-Versoix (GV) was een Zwitserse spoorwegonderneming die in 1858 officieel 6 dagen bestond.
Het traject van Versoix naar Genève werd op 25 juni 1858 geopend.
Op 1 juli 1858 werd de GV overgenomen door de Chemin de fer Lausanne-Fribourg-Berne (LFB).